# Rifugio Cristo Redentor
Il rifugio Cristo Redentor (in spagnolo Refugio Cristo Redentor) è un rifugio antartico temporaneo argentino nei pressi della base San Martín.
Localizzato ad una latitudine di 66° 33' sud e ad una longitudine di 57°22' ovest, venne costruito nel 1955 come punto di appoggio logistico ed è attualmente abbandonato.